# Línea 129 (Buenos Aires)
La línea 129 es una línea de colectivos administrada por La Central de Vicente López S. A. desde el año 2018, que opera bajo el nombre de fantasía Misión Buenos Aires. Conecta los barrios de Retiro y Once de la ciudad de Buenos Aires con la ciudad de La Plata y otras localidades del sur del Área Metropolitana de Buenos Aires.

## Historia

### Río de La Plata
El surgimiento de la línea tiene inicio en la década de 1960, cuando recibe el número 129 mediante resolución 750/68 para los recorridos suburbanos.
En diciembre de 1980, por resolución 939/80 se prolongaron los fraccionamientos que circulaban hasta el km. 31 del Camino General Belgrano hacia Barrio Marítimo, barrio de la localidad de Hudson, partido de Berazategui. Un año después se autorizaron los servicios rápidos y semirápidos entre Retiro y Florencio Varela. En esta década también se implementó la nomenclatura de ramales, numerando del 1 al 7 a los que partían de Once, del 8 a 10 de Constitución, y del 11 al 15 los de Retiro.
Para 1990, la situación económica de la empresa comenzó en declive, debido al decaimiento en la calidad de la flota y las presiones de regularización de deuda por parte del ANSES. En 1998, la empresa se declaró en convocatoria de acreedores.
En julio de 2001, la línea 195, competencia directa de la línea 129, reanudaba sus servicios luego de un paro de 40 días bajo una nueva administración: Costera Metropolitana de La Nueva Metropol. Las nuevas unidades incorporadas por esta última provocaron una disminución en la cantidad de pasajeros del 129.
Meses más tarde, en el contexto de la crisis económica que atravesaba el país en 2001, se agravó la situación y comenzaron las huelgas de la Río de la Plata debido a la falta de pago de los salarios.
En agosto de 2002, luego de cuatro años de funcionamiento irregular, se declaró la quiebra de la compañía, dejando sin trabajo a 700 choferes y empleados. También se dispuso el secuestro y detención de los vehículos de la empresa que continuaran en circulación o arriben a las terminales de ómnibus.

### Viasur
En 2003, la UTE Inversiones Comerciales Parque (ICP), conformada por empresas de transporte nacionales del consorcio Cometrans, retomó paulatinamente el funcionamiento del servicio prestado anteriormente por Río de La Plata, operando bajo el nombre Viasur. Los micros eran de color azul y blanco.
A fines del mismo año, se llamó a licitación para la concesión de los servicios en el marco de la reprivatización del corredor entre Buenos Aires y La Plata, con la obligación de poseer un parque móvil mínimo y suficiente de 200 colectivos.
La UTE cesó sus funciones en el año 2005, luego de que la Secretaría de Transporte otorgara la operación de la línea al Grupo Plaza de los hermanos Cirigliano, principal integrante del consorcio.

### Grupo Plaza

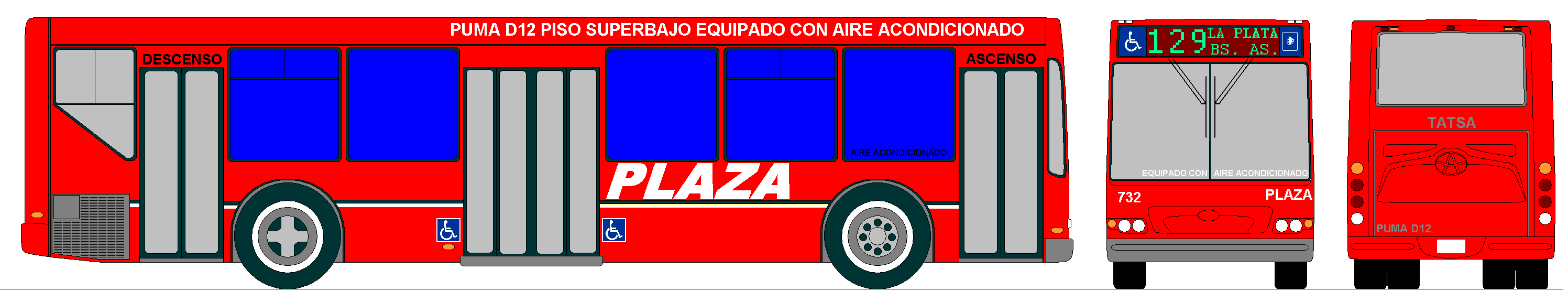
Diseño de las unidades bajo administración del Grupo Plaza

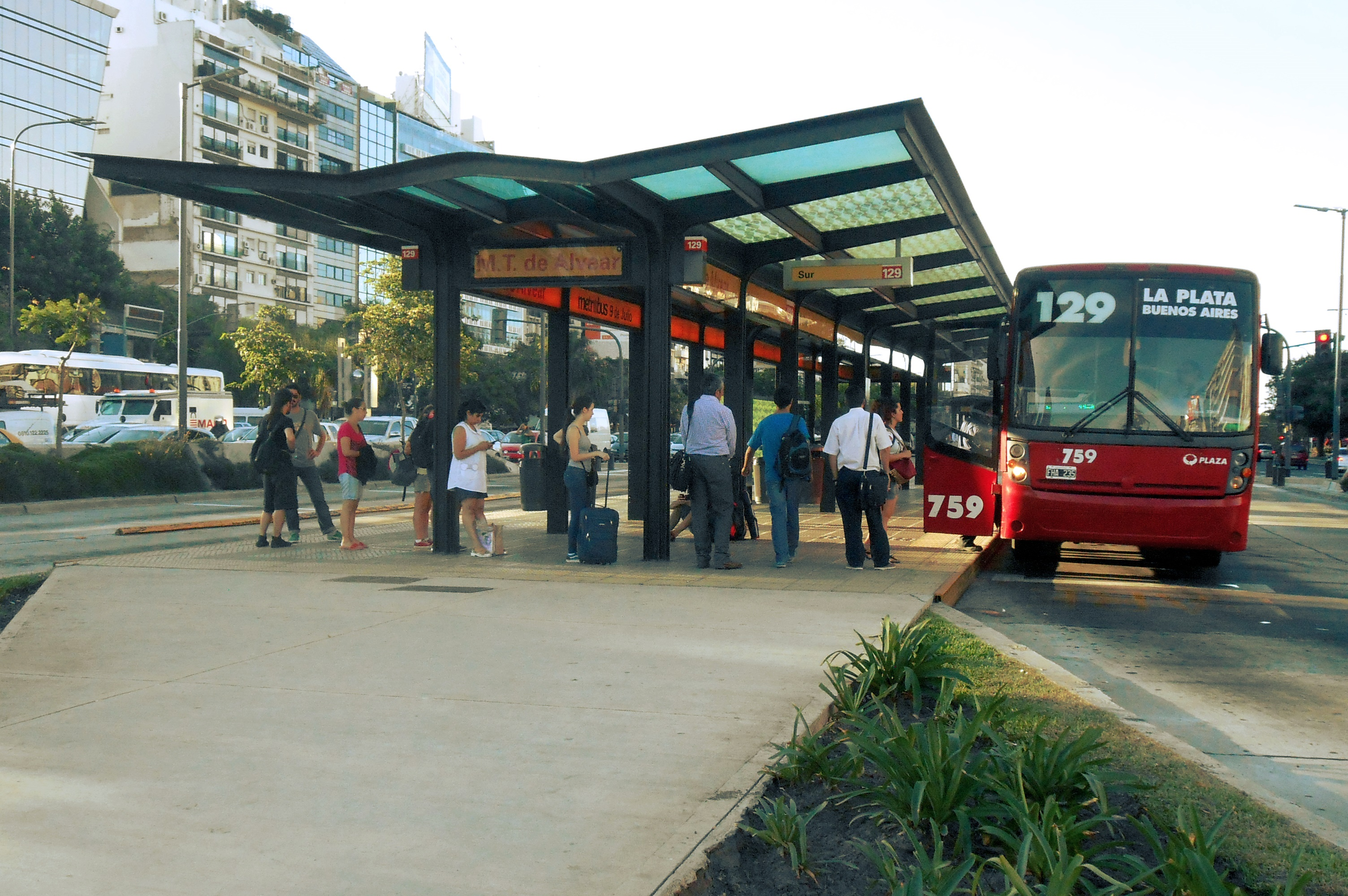
Interno de la línea en una parada del Metrobús 9 de Julio

La nueva empresa propietaria controlaba además de manera directa las líneas 61, 62, 114, 124, 133, 140 y 143 de Buenos Aires, y tenía concesión de las líneas ferroviarias Mitre y Sarmiento mediante Trenes de Buenos Aires desde 1995.
Ante el cierre de la terminal El Detalle, el Grupo Cirigliano impulsó la creación de TATSA (Tecnología Avanzada en Transporte S.A.) para la producción de nuevos ómnibus propios. De esta manera, el Grupo Plaza fue pionero en la incorporación de aire acondicionado y ventanillas selladas en sus vehículos. También se destacaron las unidades articuladas.
En agosto de 2012, se anunciaba un nuevo servicio VIP entre Retiro y la terminal de ómnibus de La Plata, con la inclusión de nuevas unidades, manteniendo el costo del pasaje y con una frecuencia de 15 minutos.
Sin embargo, tras el accidente ferroviario de Once, ocurrido el 22 de febrero de 2012, comenzó un proceso de reducción de los negocios, luego de que los dueños del grupo, Claudio y Mario Cirigliano, se encontraran entre los principales acusados en el juicio público. Se puede mencionar la cesión de la línea 124 en 2014 y el fin de la explotación de una línea de larga distancia.
En marzo de 2015, se decreta la apertura del concurso preventivo de Transporte Automotor Plaza. La disolución y liquidación de la sociedad se terminó resolviendo 3 años más tarde, en agosto de 2018.
En 2017, el empresario Marcelo Zbikoski, hermano de los propietarios de La Costera Metropolitana, comenzó a hacerse cargo de la administración del Grupo Plaza, a partir de la cesión de las trazas a favor de la empresa Central Vicente López. Al año siguiente, se realizó el traspaso formal.

### Misión Buenos Aires
En abril de 2018 comenzaron a circular los colectivos en color verde, con el nombre de fantasía Misión Buenos Aires.
En el marco del inicio de la pandemia de COVID-19 en Argentina, no se interrumpió el servicio normal de la línea, por considerarse transporte urbano, quedando fuera del alcance de la medida de prohibición de circulación en la provincia de Buenos Aires.
A comienzos del 2023, se produjo un importante incendio en el depósito ubicado sobre el Camino General Belgrano, en el límite de los partidos de Berazategui y Florencio Varela. Sin embargo, las unidades afectadas se encontraban fuera de uso, en su mayoría con el diseño anterior del Grupo Plaza.

## Recorridos actuales
Esta línea ha contado con un número importante de ramales en su administración bajo la compañía Río de la Plata. Algunos de ellos fueron absorbidos por otras empresas, como el caso de las líneas 414 y 418. Sin embargo, luego de la quiebra y posteriores traspasos, solo se encuentran en circulación los recorridos listados a continuación.

### Retiro - La Plata
Este ramal tiene dos variantes: "Por Autopista" y "Por Centenario". A su vez, existe un fraccionamiento hasta la Rotonda de Alpargatas, ubicada en la localidad berazateguense de Juan María Gutiérrez.

#### Por Autopista
- Ida: desde calle Zuviría entre Av. Ramos Mejía y San Martín, por ésta, Gilardo Gilardi, Av. Ramos Mejía, Juncal, Metrobús 9 de Julio (paradas Marcelo Torcuato de Alvear, Obelisco Sur, Alsina y México), Lima, Avenida Brasil, Autopista Buenos Aires-La Plata, Av. Domingo Mercante, Calle 120, Diagonal 80, Av. 44, Plaza Italia, Diagonal 74, Calle 42, Terminal de Ómnibus de La Plata.

- Vuelta: por Diagonal 74, Av. Domingo Mercante, Autopista Buenos Aires-La Plata, Avenida Ingeniero Huergo, Avenida Juan de Garay, Bernardo de Irigoyen, Metrobús 9 de Julio, Carlos Pellegrini, Avenida del Libertador, San Martín, Zuviría.

#### Por Centenario
Realiza el mismo recorrido que el anterior hasta la localidad de Hudson, donde toma la salida y sigue por la Autopista Buenos Aires-Mar del Plata hasta la Rotonda de Alpargatas. Luego, continúa por Camino Centenario, pasando por el centro de las localidades platenses de Villa Elisa, City Bell y Gonnet. Ya en la ciudad de La Plata, sigue por Av. 13, Av. 44, Plaza Italia, Diagonal 74 y Calle 42 hasta arribar a la Terminal de Ómnibus.
| Por Autopista | Por Centenario |
| ------------- | -------------- |
|               |                |

## Ramales descontinuados
En la actualidad, los siguientes ramales se encuentran afectados a la línea 197 desde marzo de 2025.

### Ramal 10: Once - Barrio Marítimo
Comienza en Plaza Miserere y finaliza en Barrio Marítimo ubicado la localidad de Hudson, partido de Berazategui. Las vías principales son la Ruta Provincial 36 (a través del Metrobús Calchaquí) y la Ruta Provincial 14, pasando por el Cruce Varela.
- Ida: desde Bartolomé Mitre y Avenida Pueyrredón, por ésta, Avenida Jujuy, Avenida San Juan, Lima, Avenida Brasil, Gral. Hornos, Dr. Enrique Finochietto, Herrera, Nuevo Puente Pueyrredón, Maipú, Av. Belgrano, Italia, Avenida Presidente Bartolomé Mitre, Av. Los Quilmes, Avenida Calchaquí, Camino General Belgrano, Calle 53 hasta Calle 133.

- Vuelta: por calle 53, Camino General Belgrano, Calle 101, Calle 4A, Av. Calchaquí, Av. Los Quilmes, Pilcomayo, Av. Dardo Rocha, Av. Mitre, Nuevo Puente Pueyrredón, Gral. Hornos, Finochietto, Avenida Montes de Oca, Irigoyen, Av. Juan de Garay, Alberti, Avenida Rivadavia hasta Plaza Miserere.

### Ramal 14: Retiro - Estación Varela
Conecta la Estación Retiro con el casco céntrico de Florencio Varela. Este ramal utiliza el Corredor del Bajo del Metrobús de Buenos Aires y el Metrobús Florencio Varela de la Ruta Provincial 53.
- Ida: desde calle Zuviría entre Av. Ramos Mejía y San Martín, por ésta, Gilardo Gilardi, Av. Ramos Mejía, Av. del Libertador, Avenida Leandro N. Alem, Avenida La Rábida, Avenida Paseo Colón, Avenida Almirante Brown, Puente Nicolás Avellaneda, Sargento Ponce, Nicolás Avellaneda, Acceso Sudeste, Bermejo, Av. Los Quilmes, Av. Calchaquí, Av. Hipólito Yrigoyen, Avenida San Martín, Sallarés, Alberdi, Av. Perón hasta Estación Florencio Varela.

### Ramal 19: Once - Ingeniero Allan
Hasta el Cruce Varela, realiza el mismo recorrido que el ramal 10. Luego continúa por la Ruta Provincial 36, Ruta Provincial 2, Calle 1282, Calle 1155, Calle 1148, Diagonal Los Tehuelches, Calle 1149 hasta Diagonal Los Quilmes.
También existe un fraccionamiento entre el Centro Comercial Quilmes Factory, ubicado sobre la Avenida Calchaquí, y la localidad de Ingeniero Juan Allan, denotado con el nombre Ramal 19 - Jumbo.

## Estadísticas

### Pasajeros
Fuente: Ministerio de Transporte.
| Año  | Total de pasajeros | Pasajeros por día | Variación |
| ---- | ------------------ | ----------------- | --------- |
| 2016 | 16.360.677         | 44.701            | 0,00%     |
| 2017 | 15.478.646         | 42.407            | 5.13%     |
| 2018 | 13.372.559         | 36.637            | 13.6%     |
| 2019 | 7.420.061          | 20.328            | 44.5%     |

### Costo del pasaje
Al mes de enero de 2023, el servicio entre Buenos Aires y La Plata por autopista pasó a costar $225, mientras que el ramal por Camino Centenario tiene un importe de $170.

## Sitios de interés

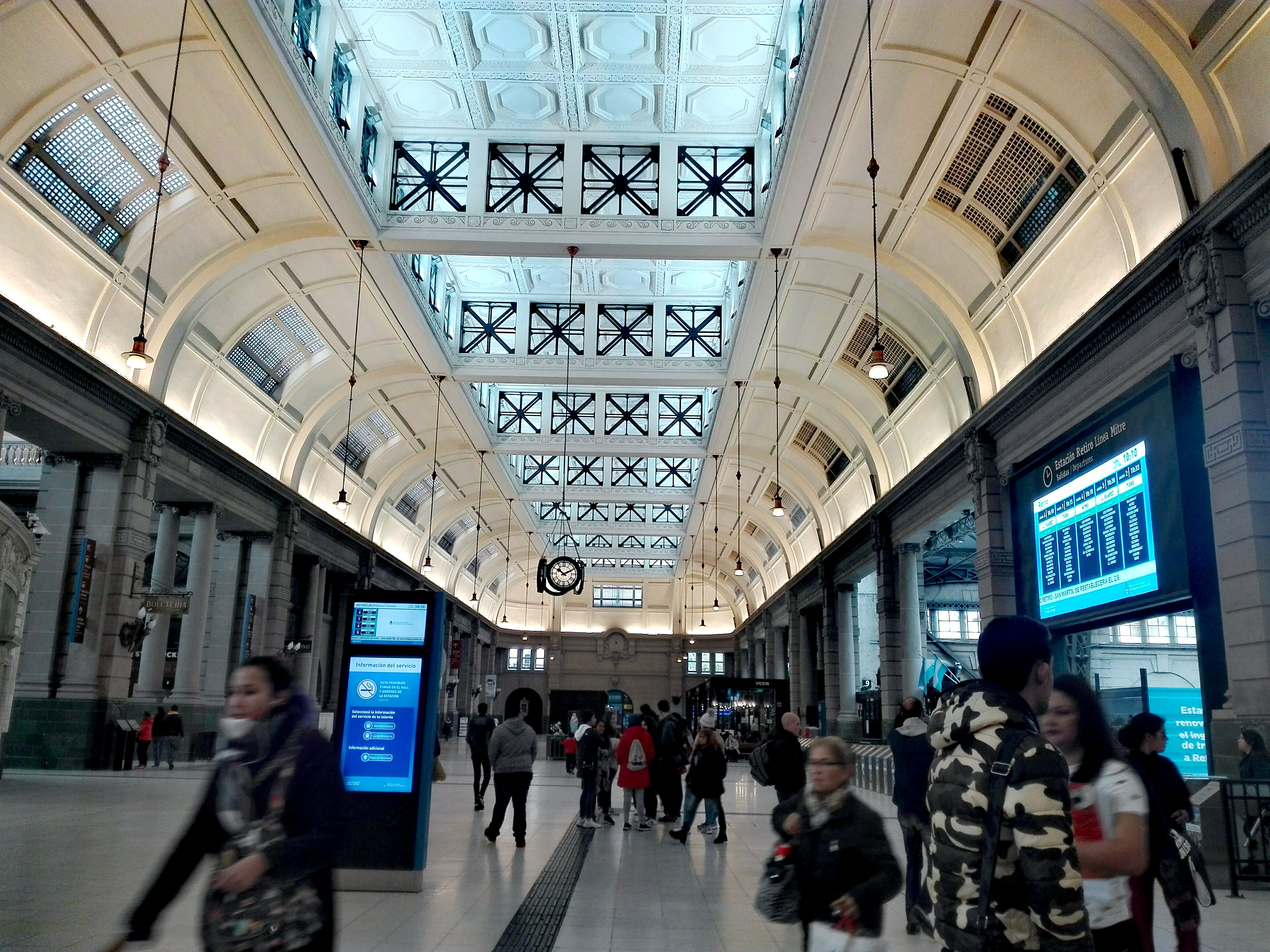
Estación Retiro Mitre.
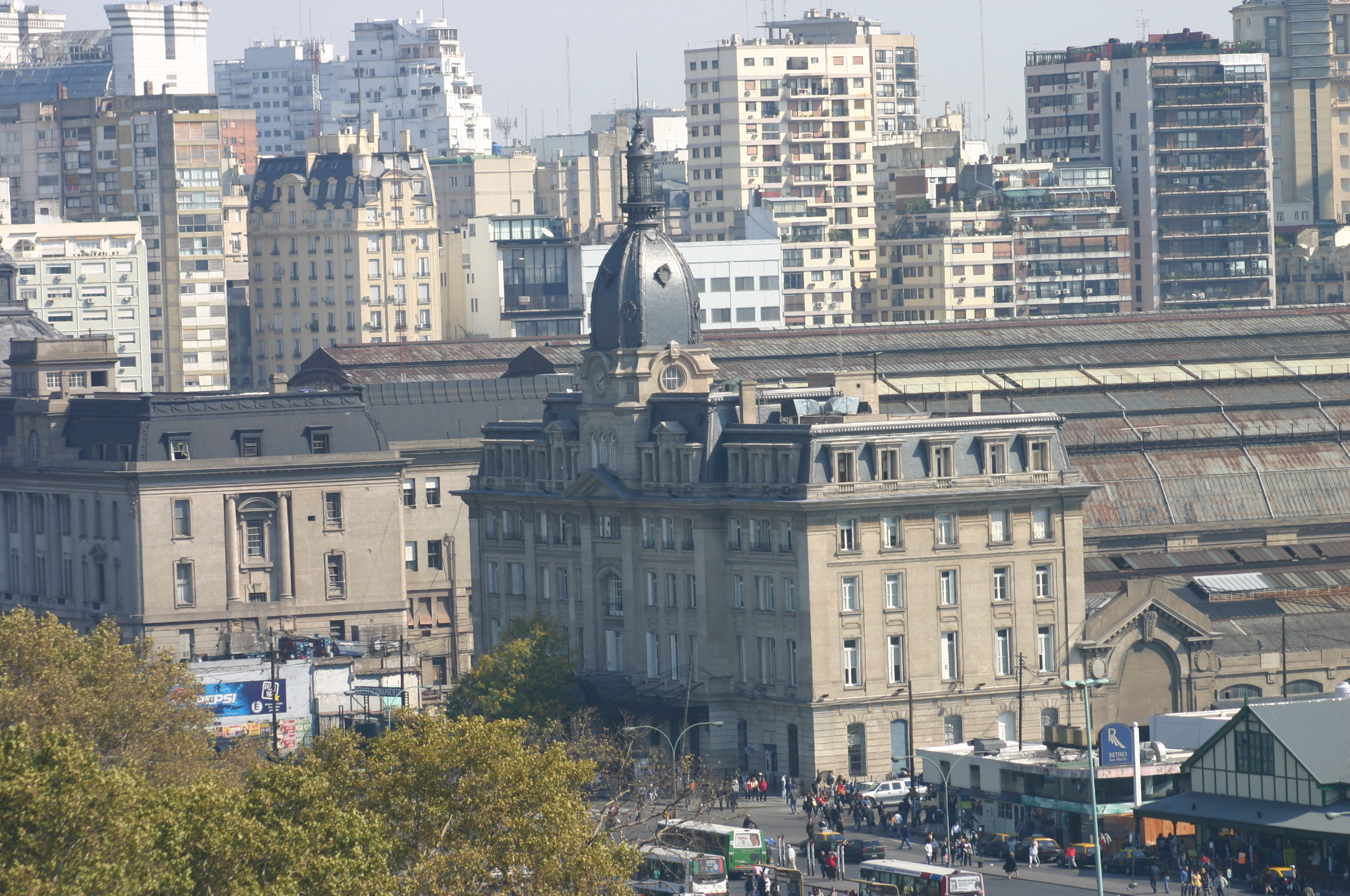
Estación Retiro Belgrano.
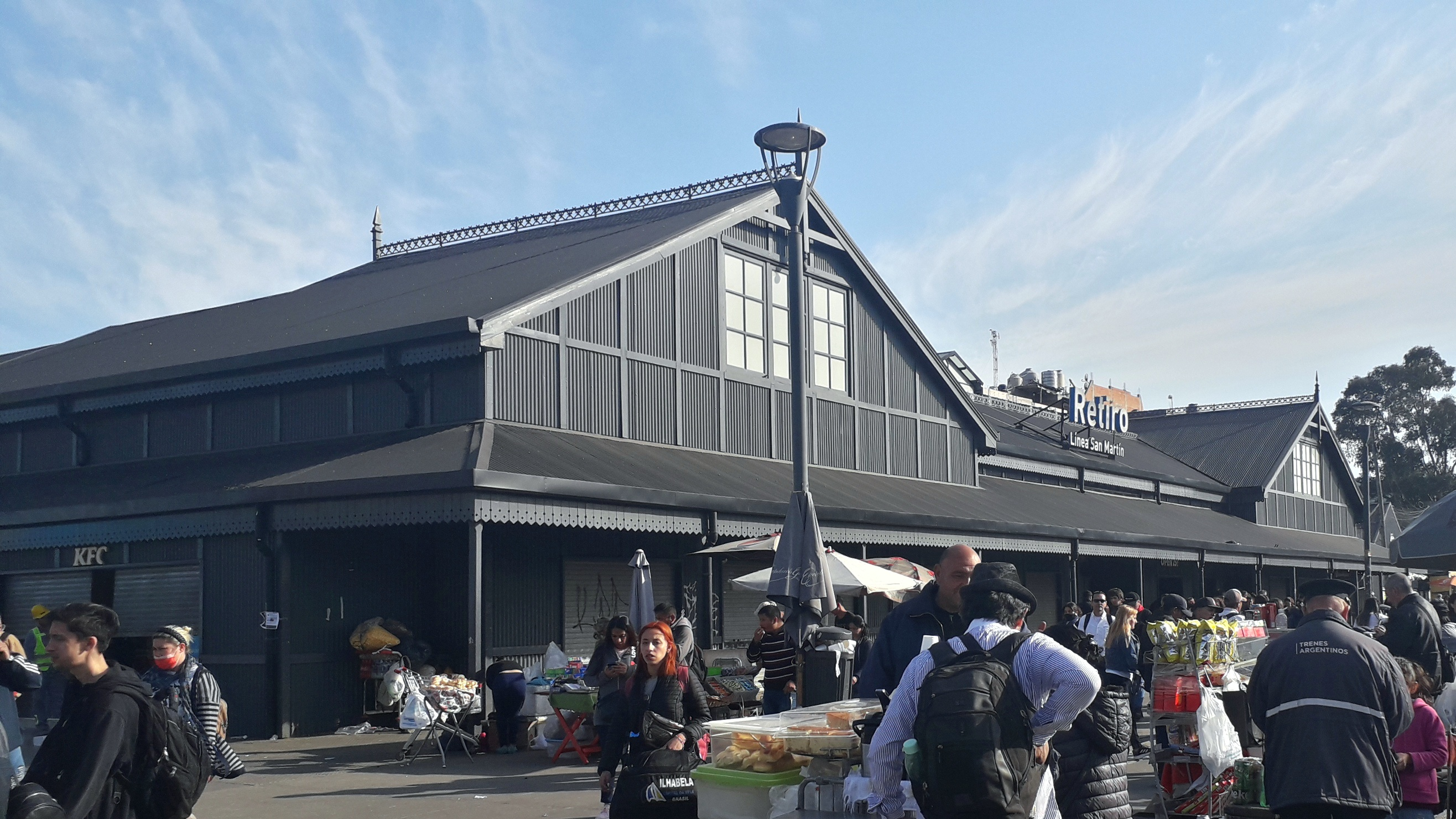
Estación Retiro San Martín.
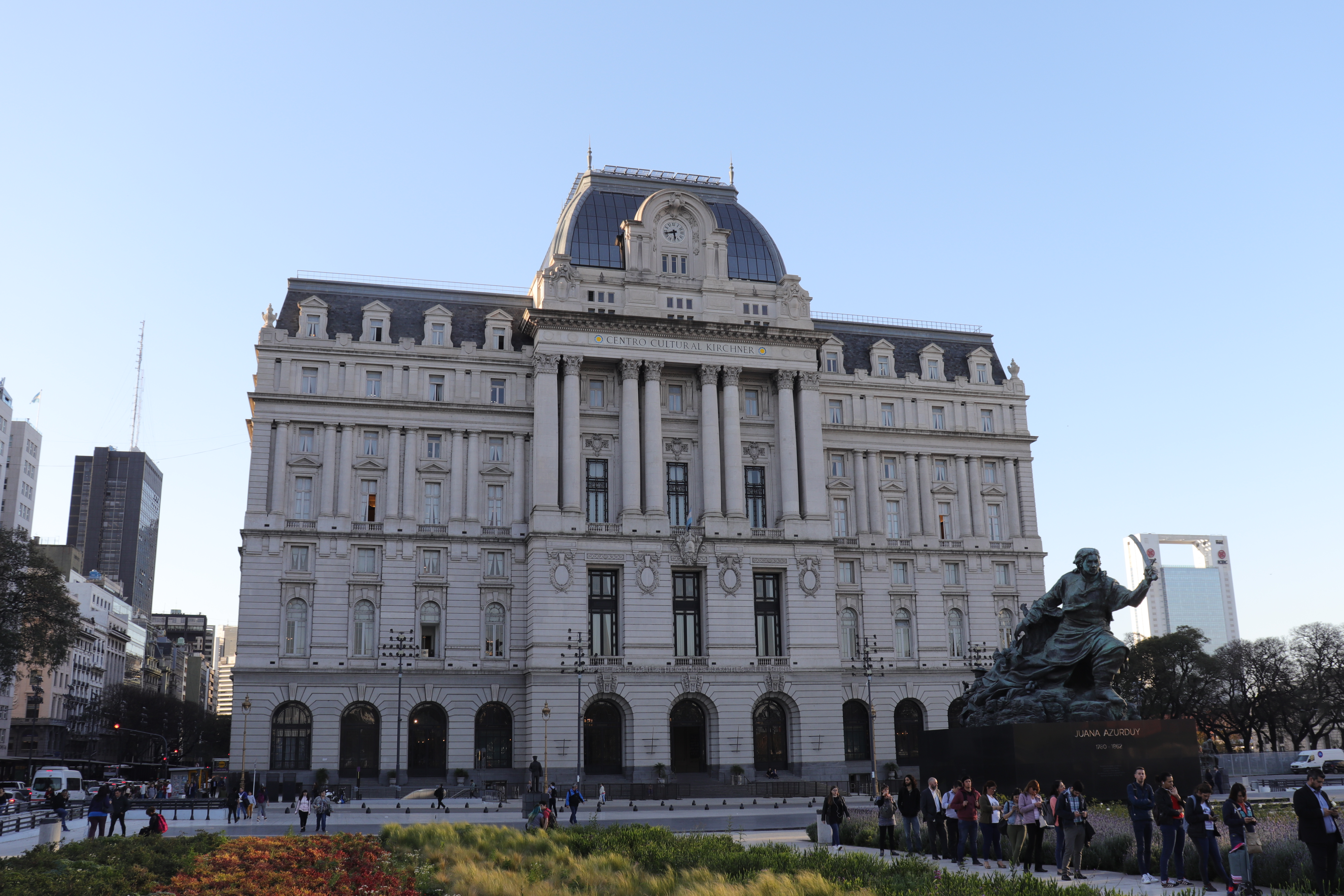
Centro Cultural Kirchner.
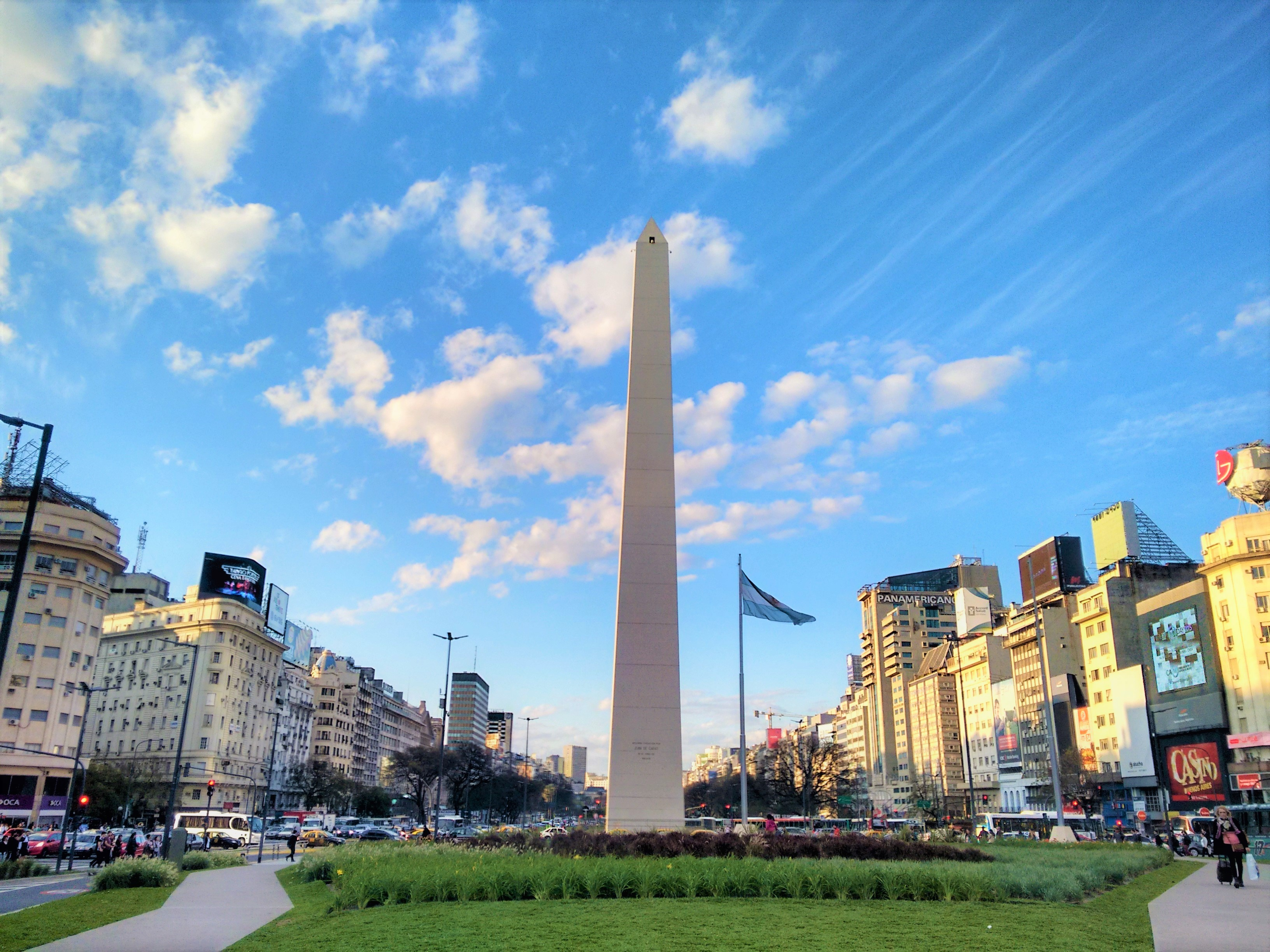
Obelisco.
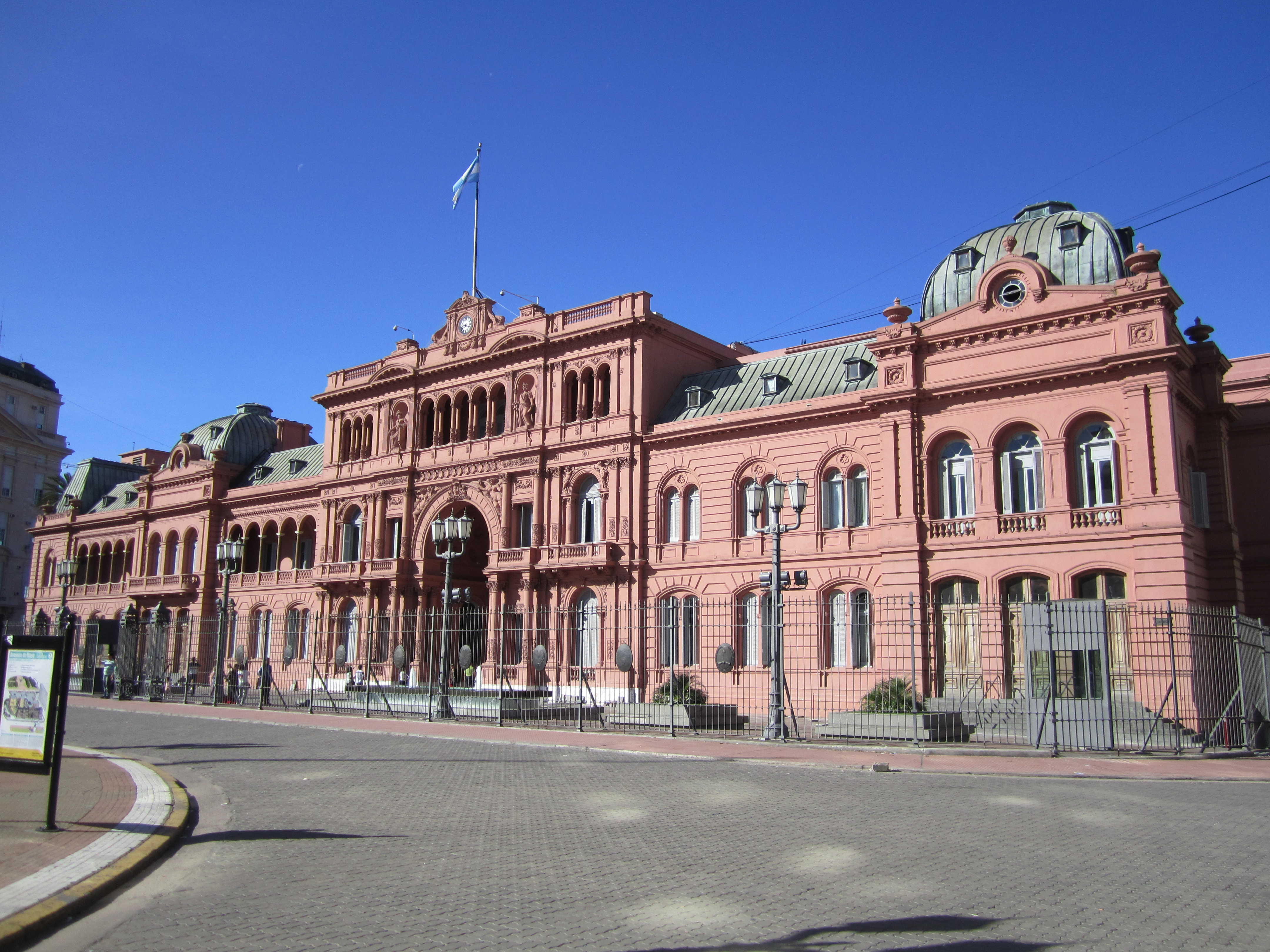
Casa Rosada.
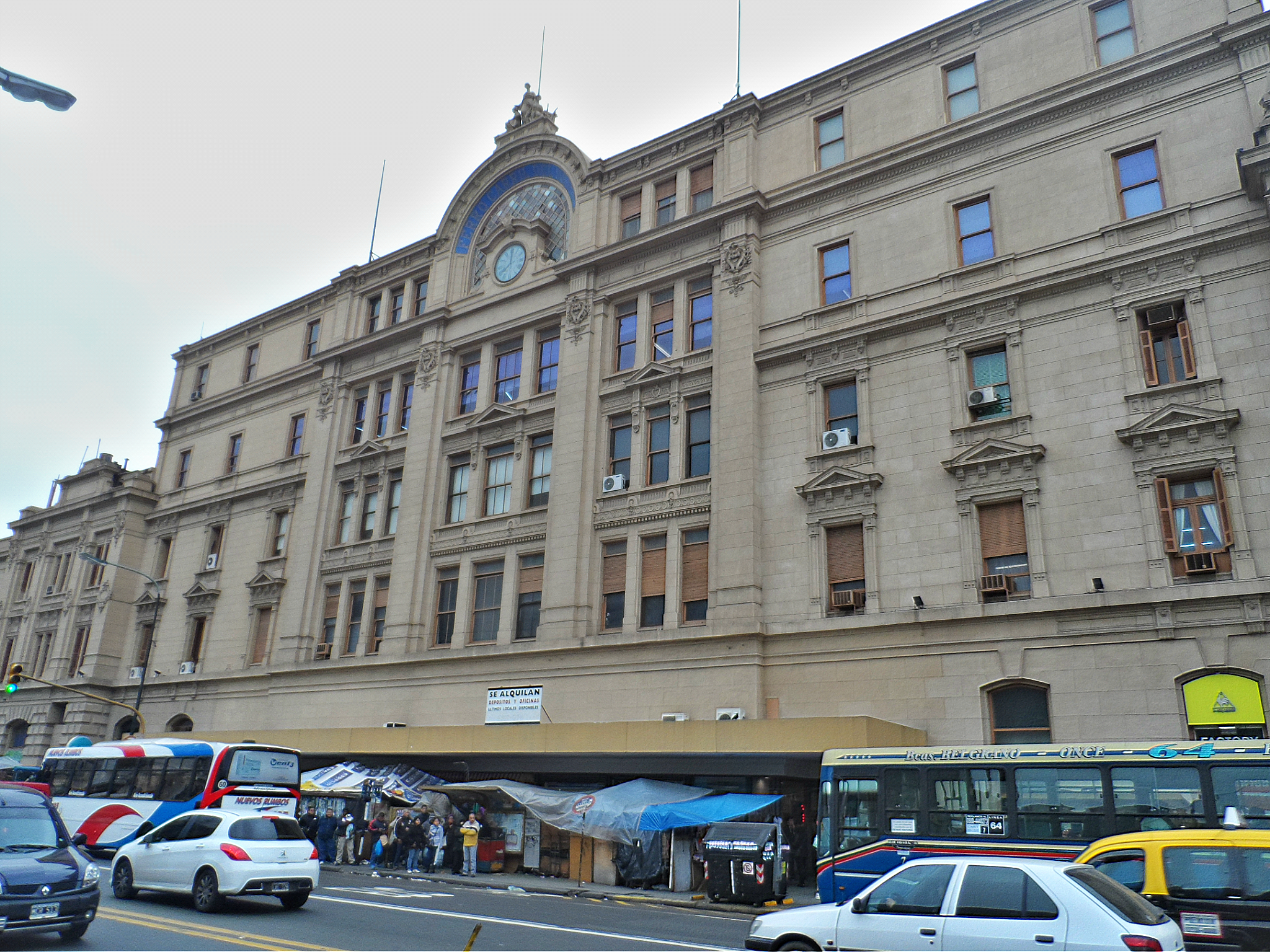
Estación Once.
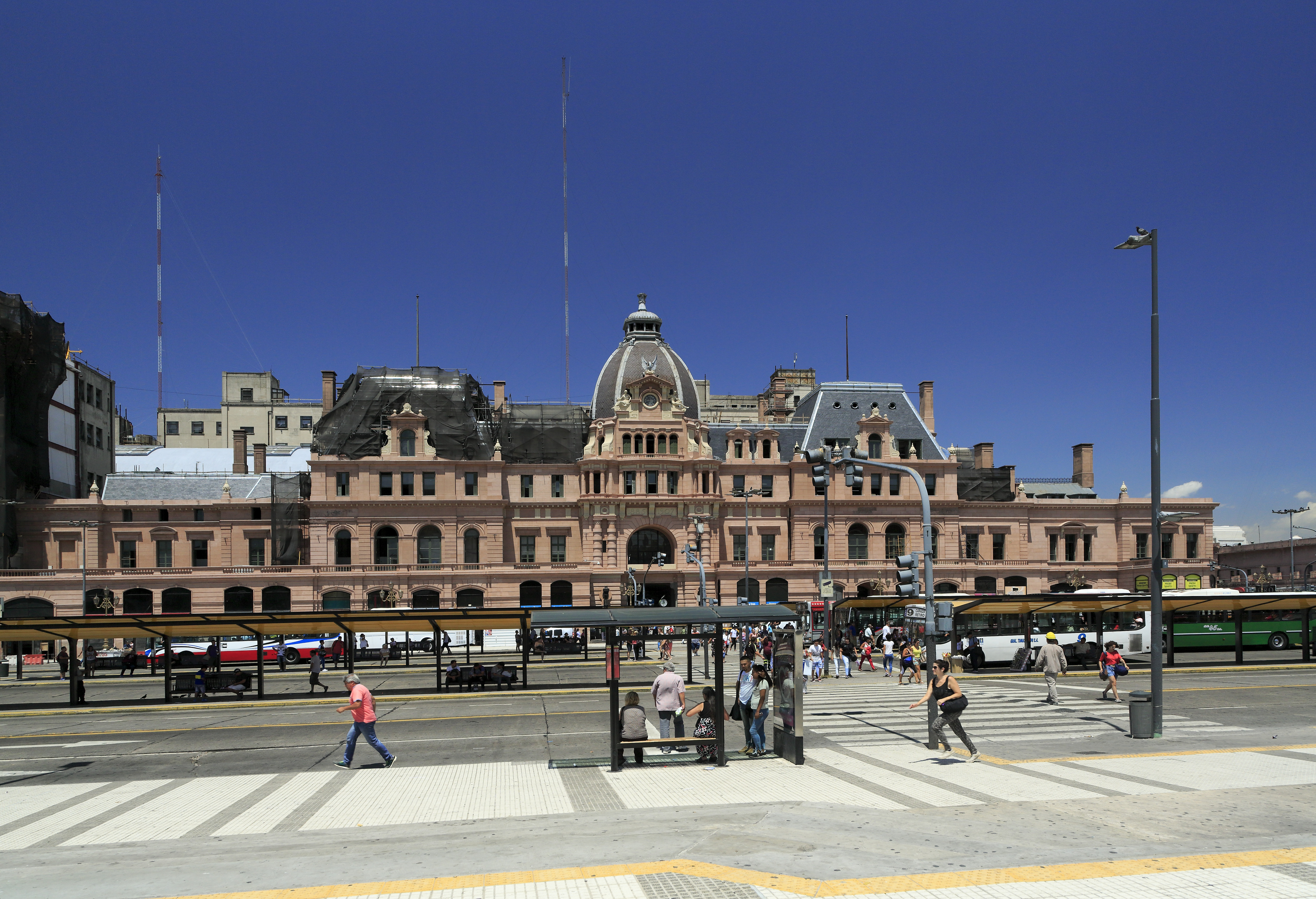
Estación Plaza Constitución.
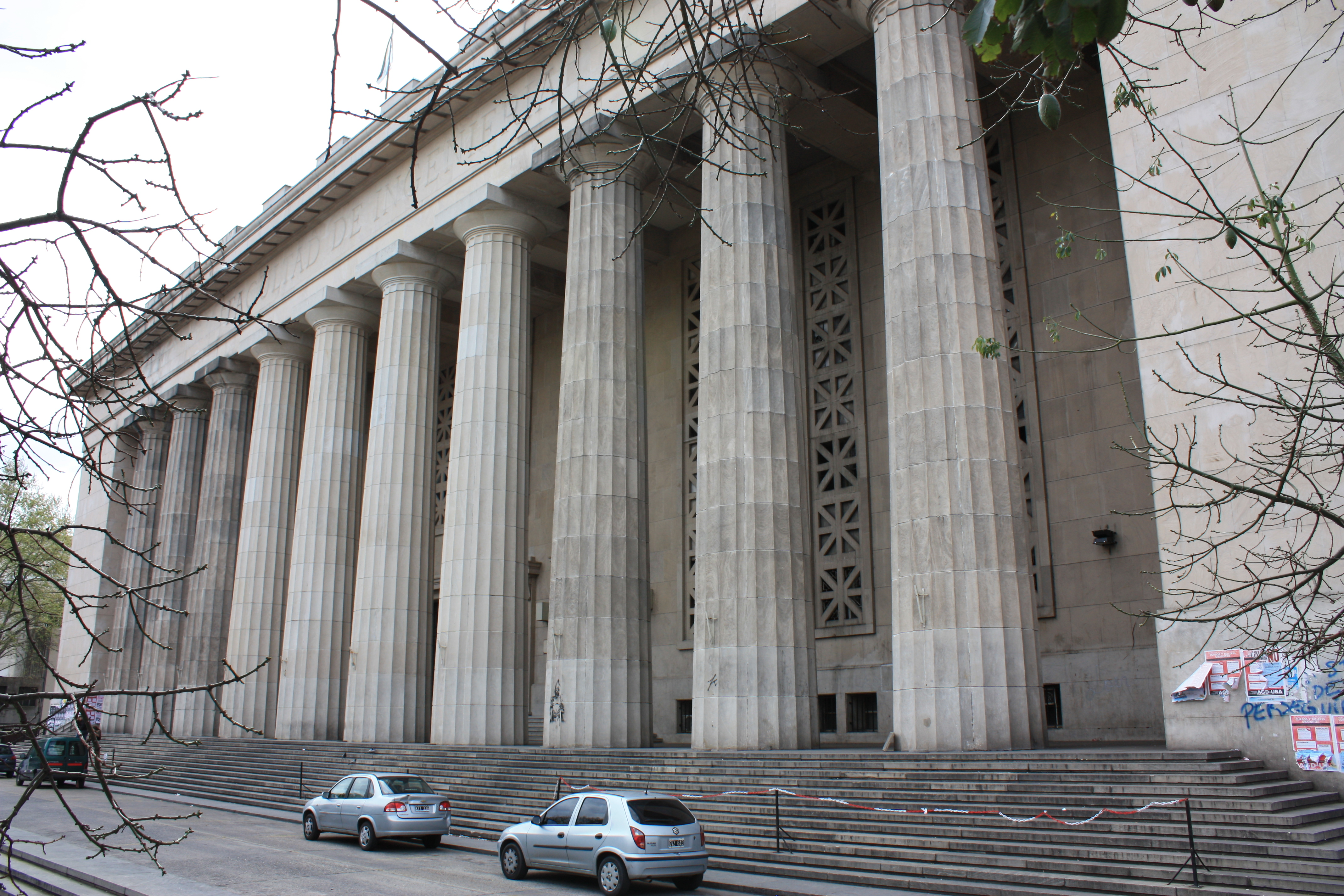
Facultad de Ingeniería.
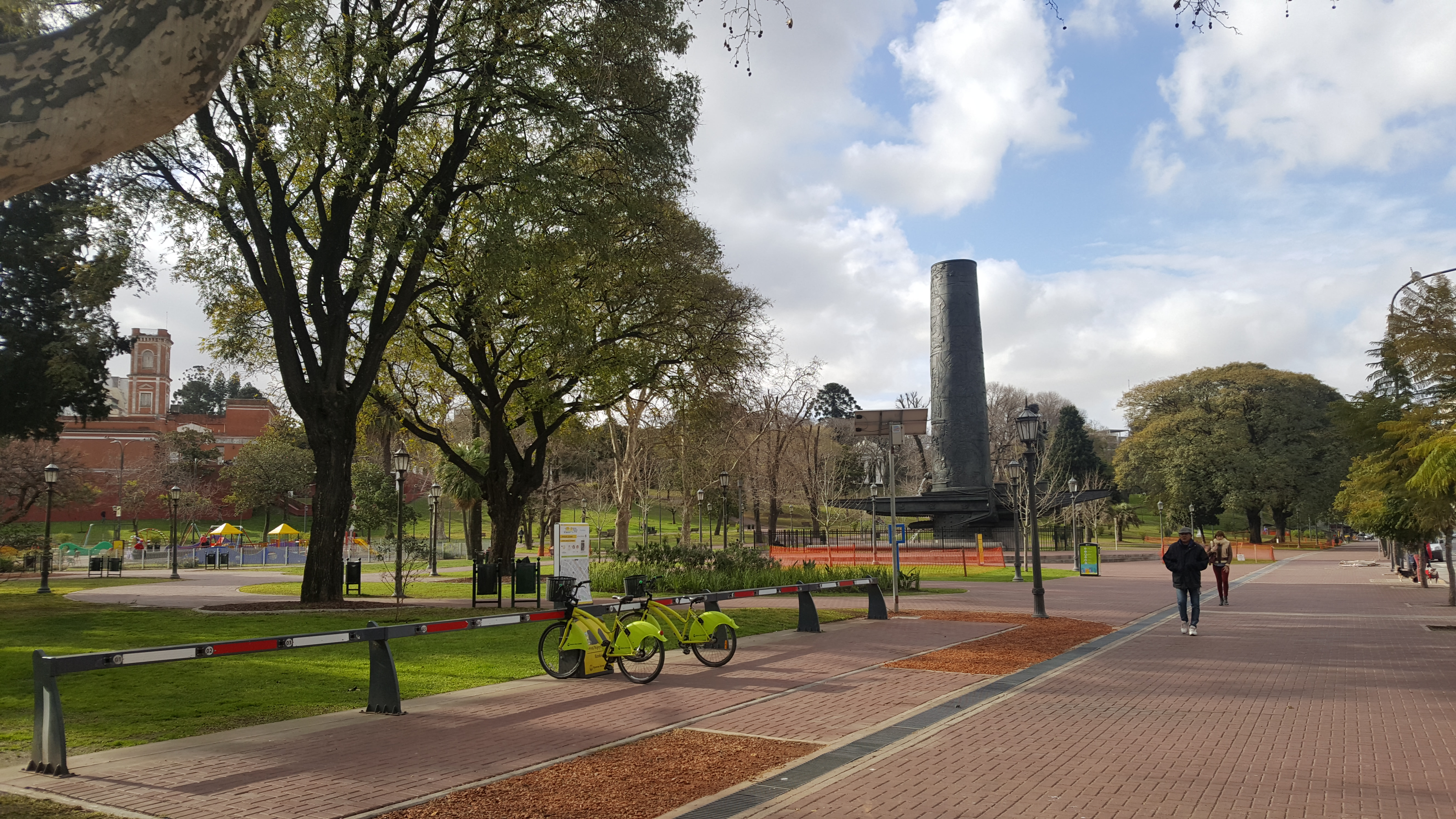
Parque Lezama.
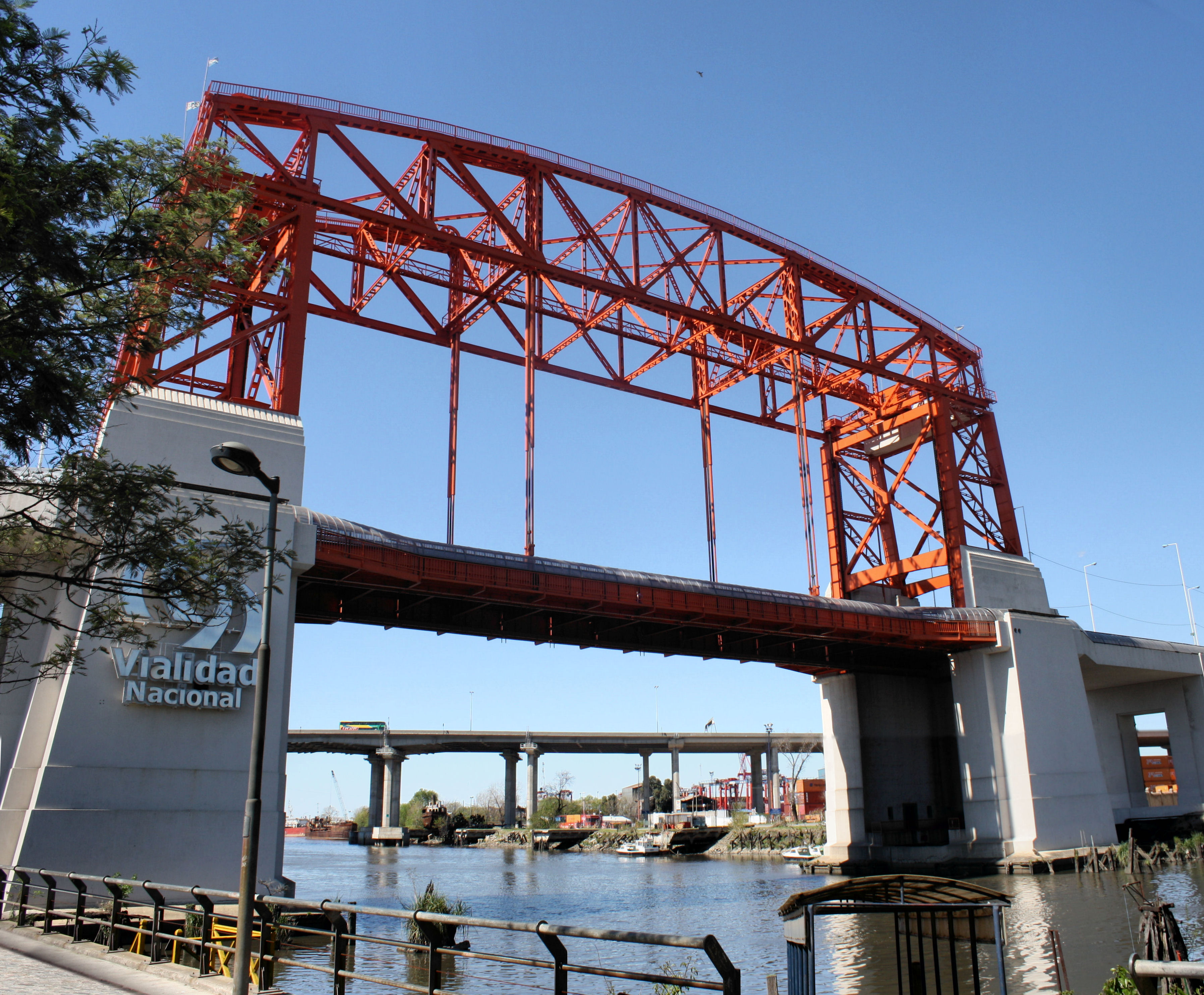
Puente Nicolás Avellaneda.
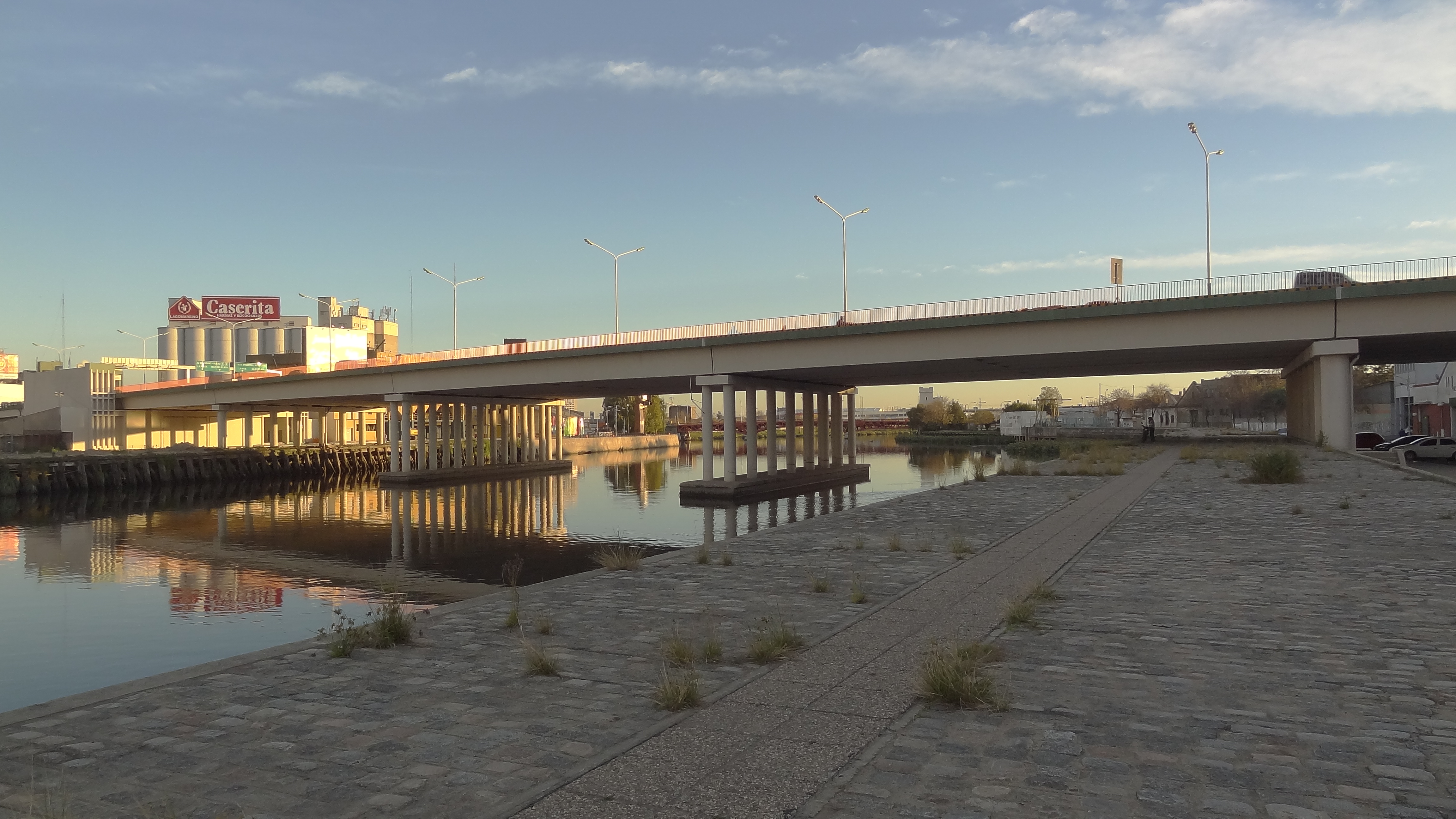
Nuevo Puente Pueyrredón.
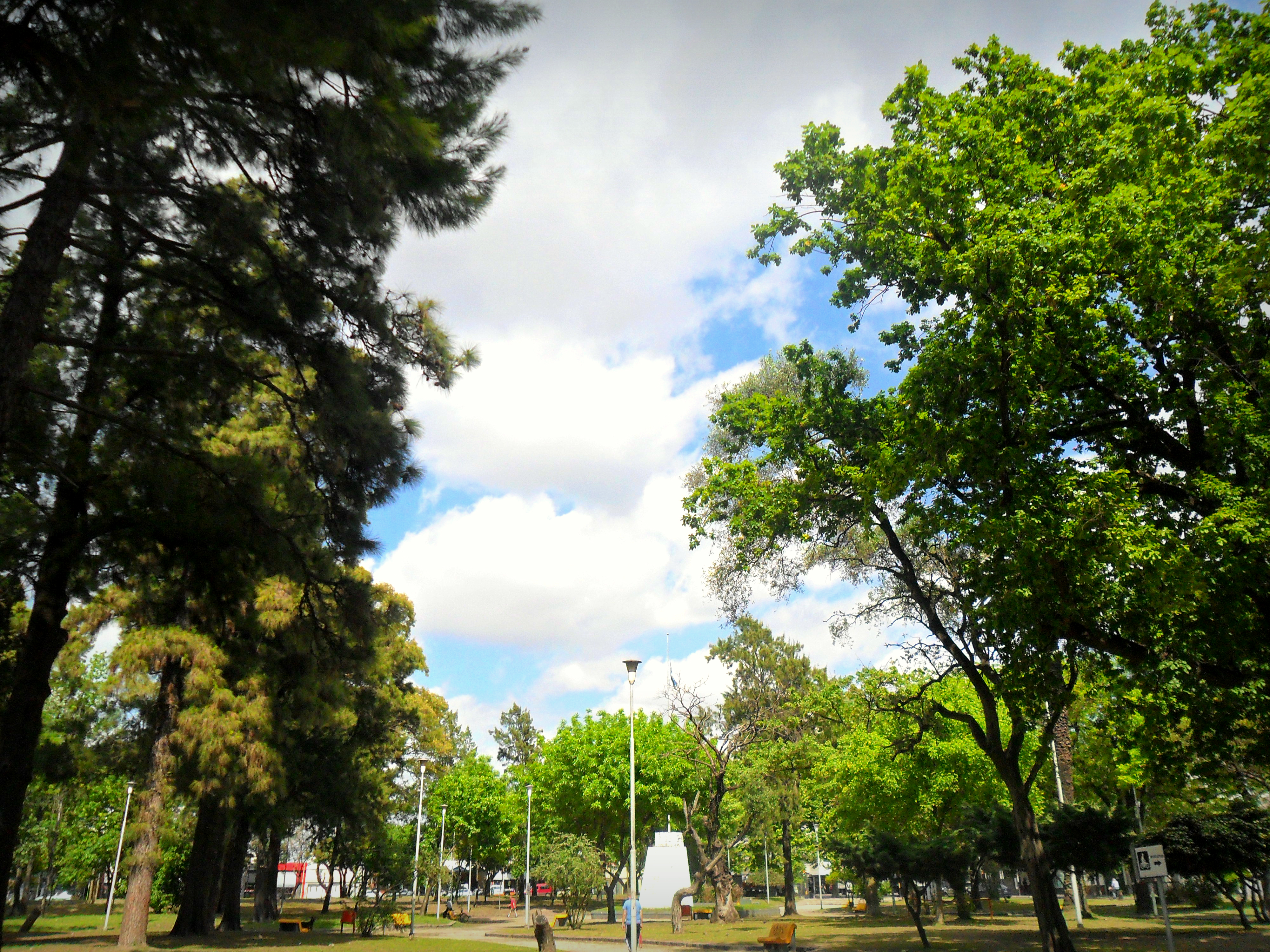
Parque Domínico.
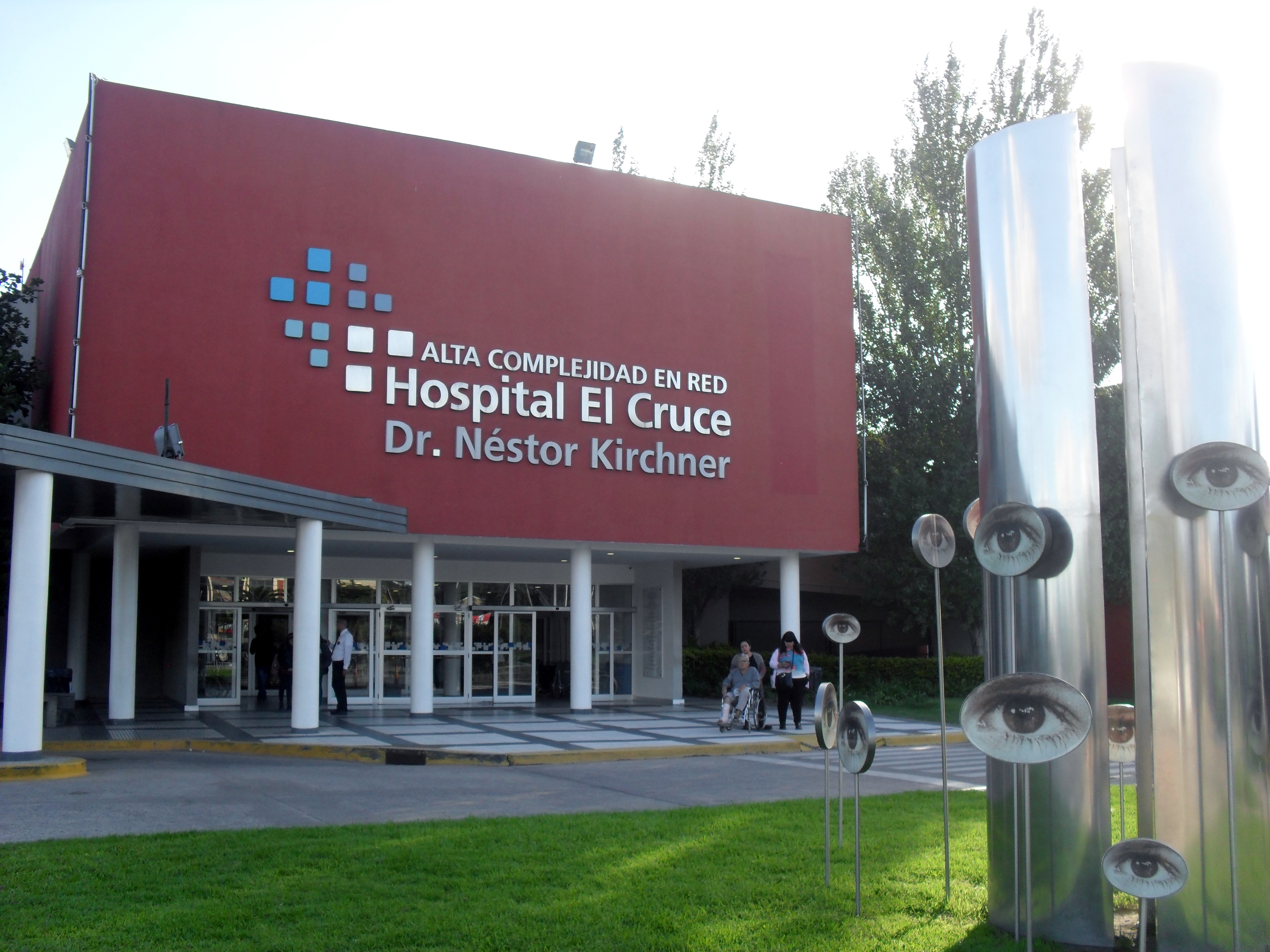
Hospital El Cruce.
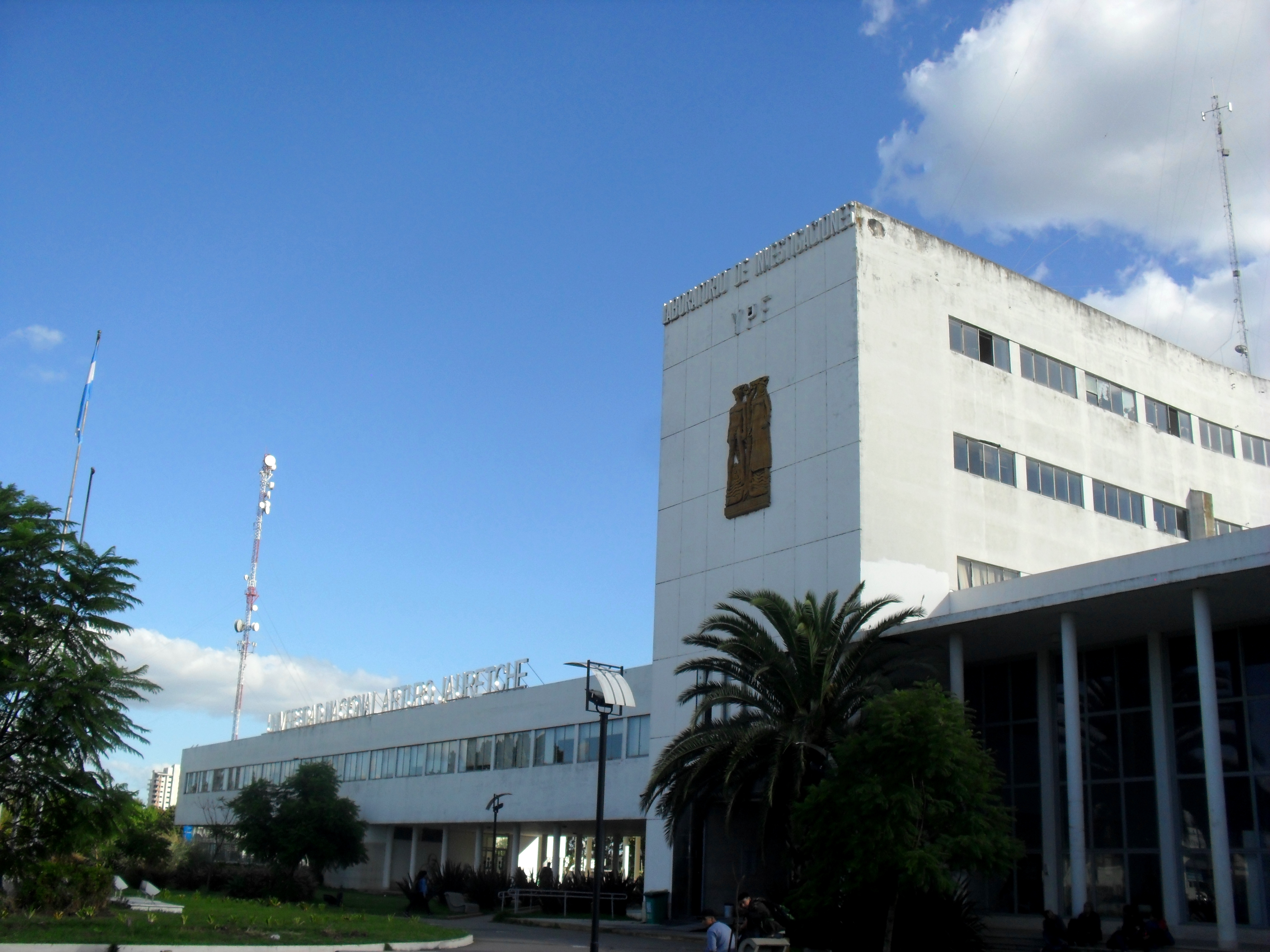
Universidad Nacional Arturo Jauretche.
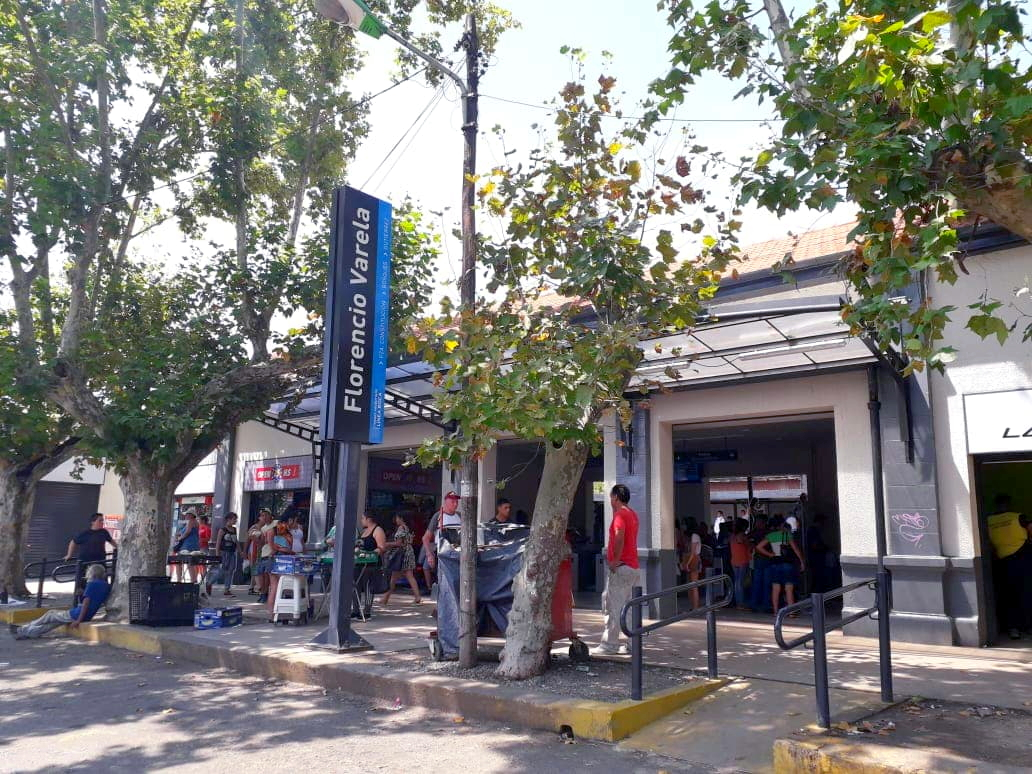
Estación Florencio Varela.
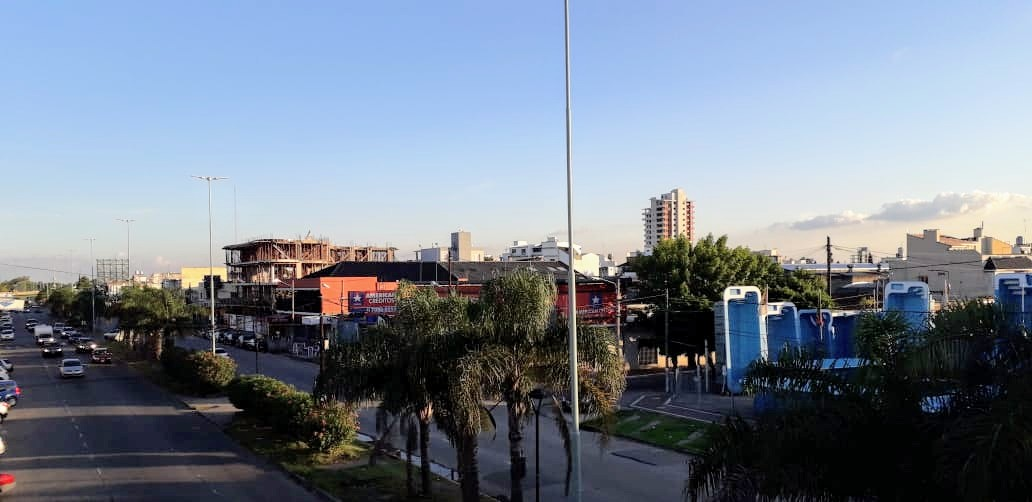
Cruce Varela.
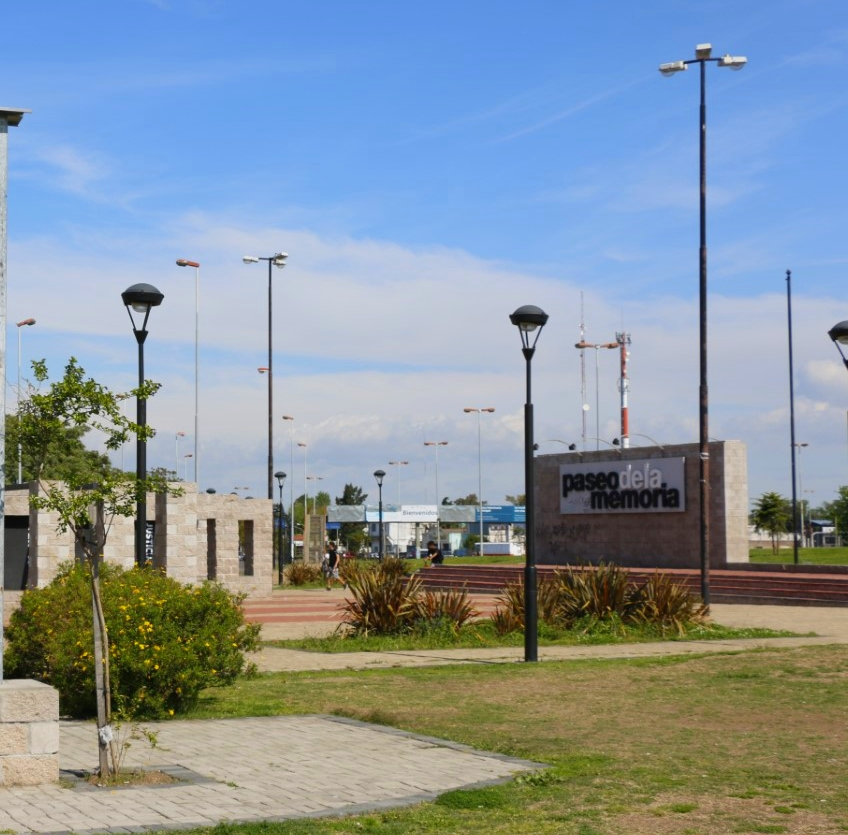
Paseo de la Memoria en Cruce Varela.
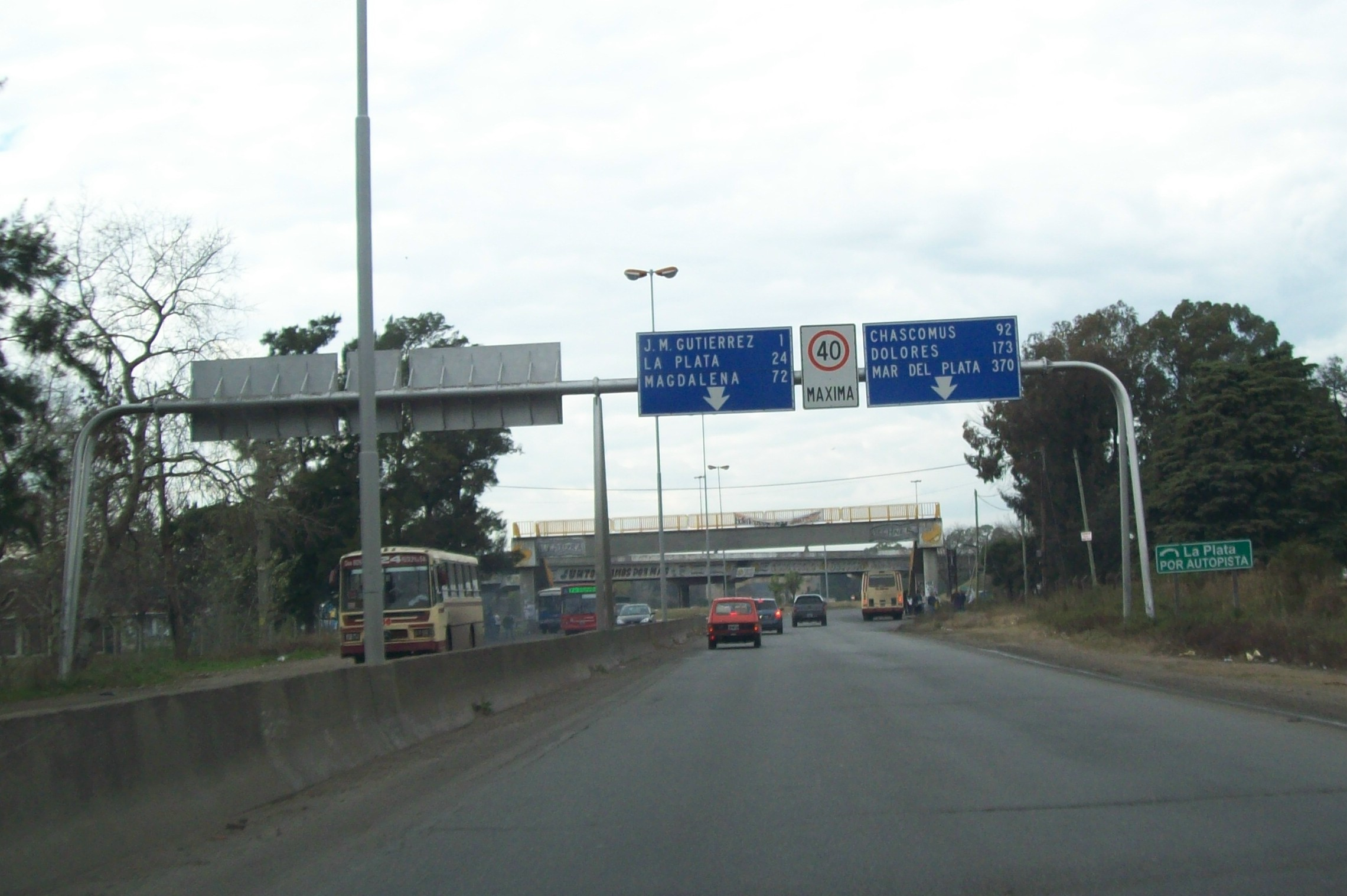
Rotonda de Gutiérrez.
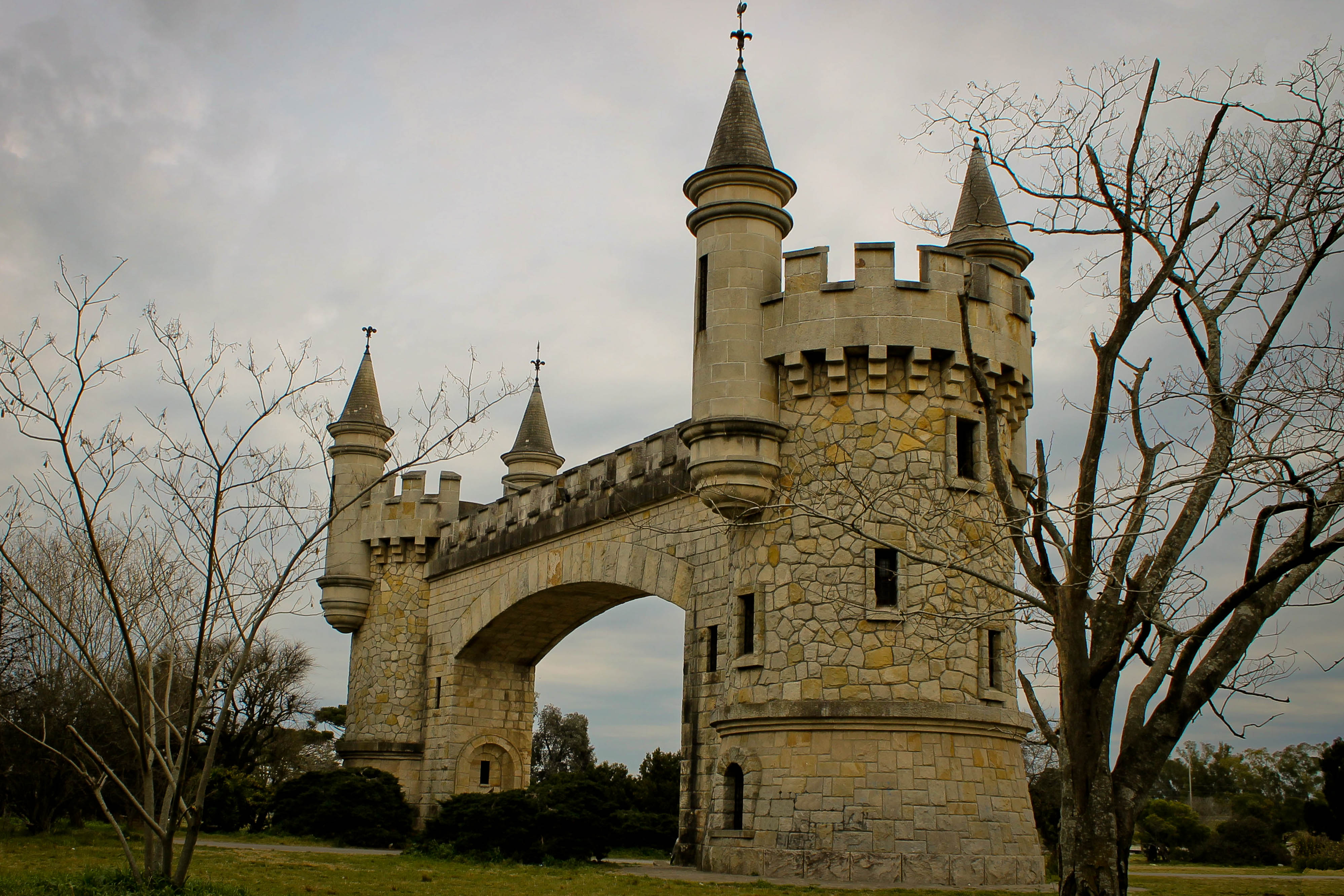
Arco de ingreso al Parque Pereyra Iraola.
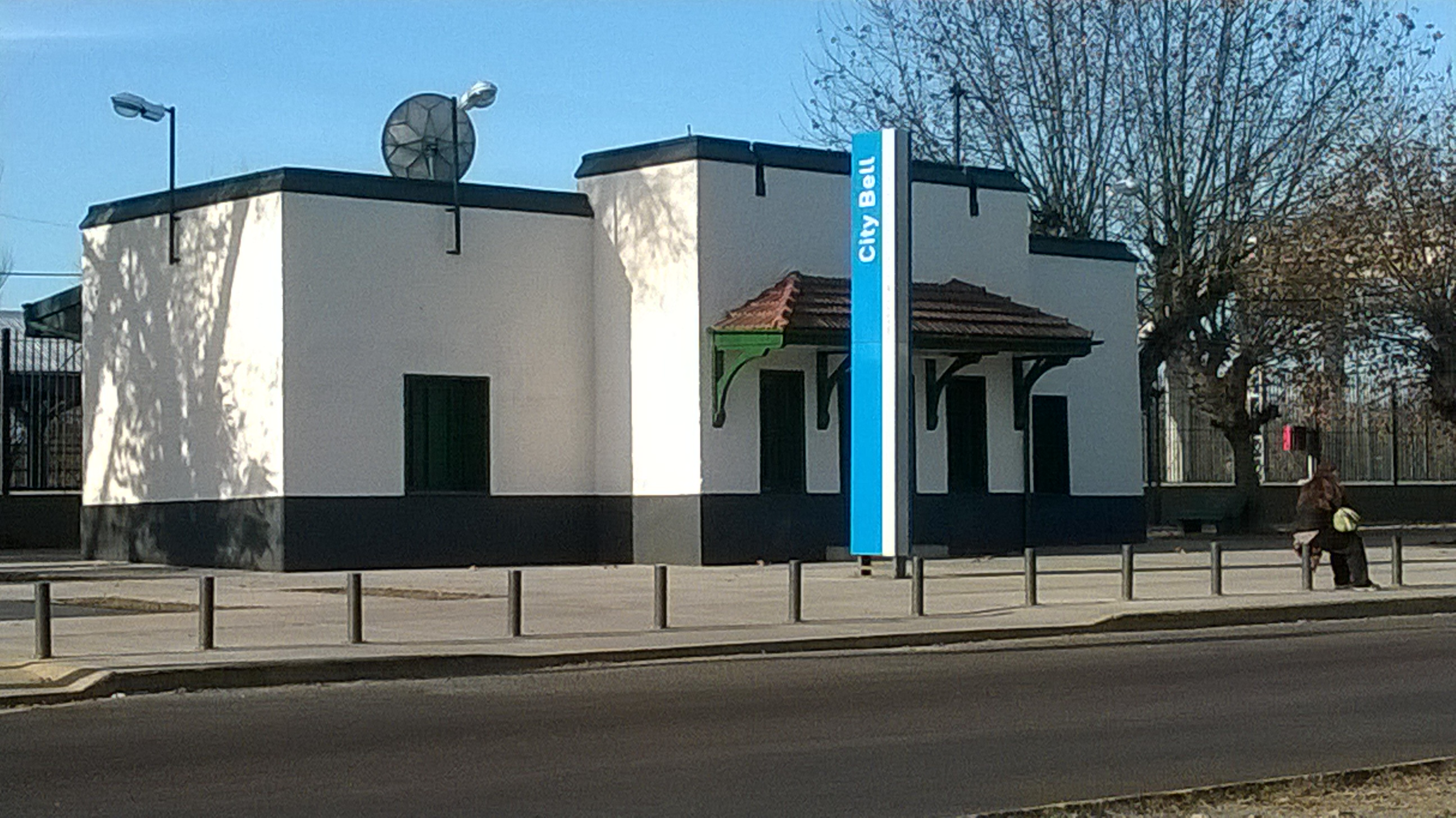
Estación City Bell vista desde el Camino Centenario.
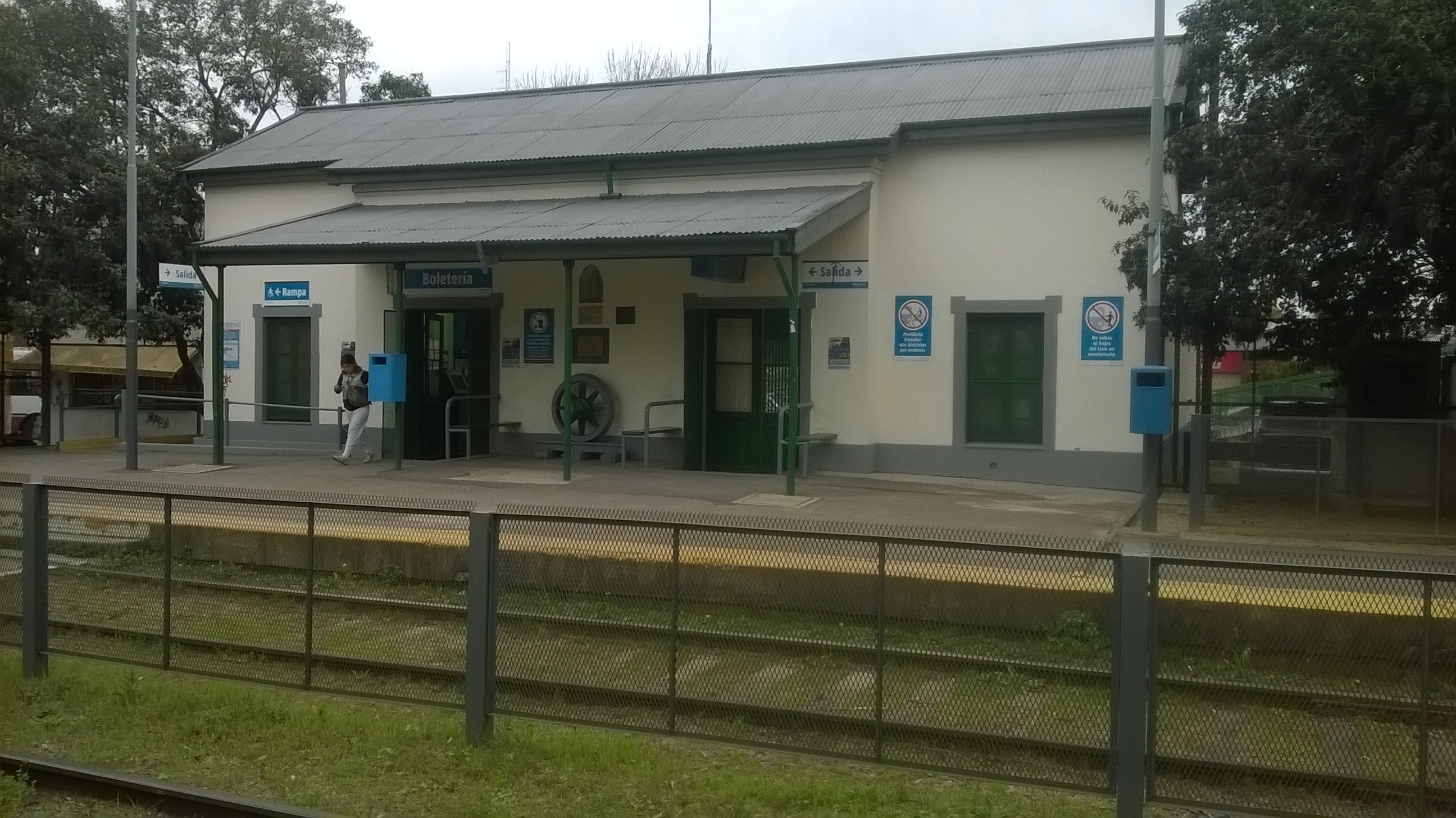
Estación Manuel B. Gonnet.
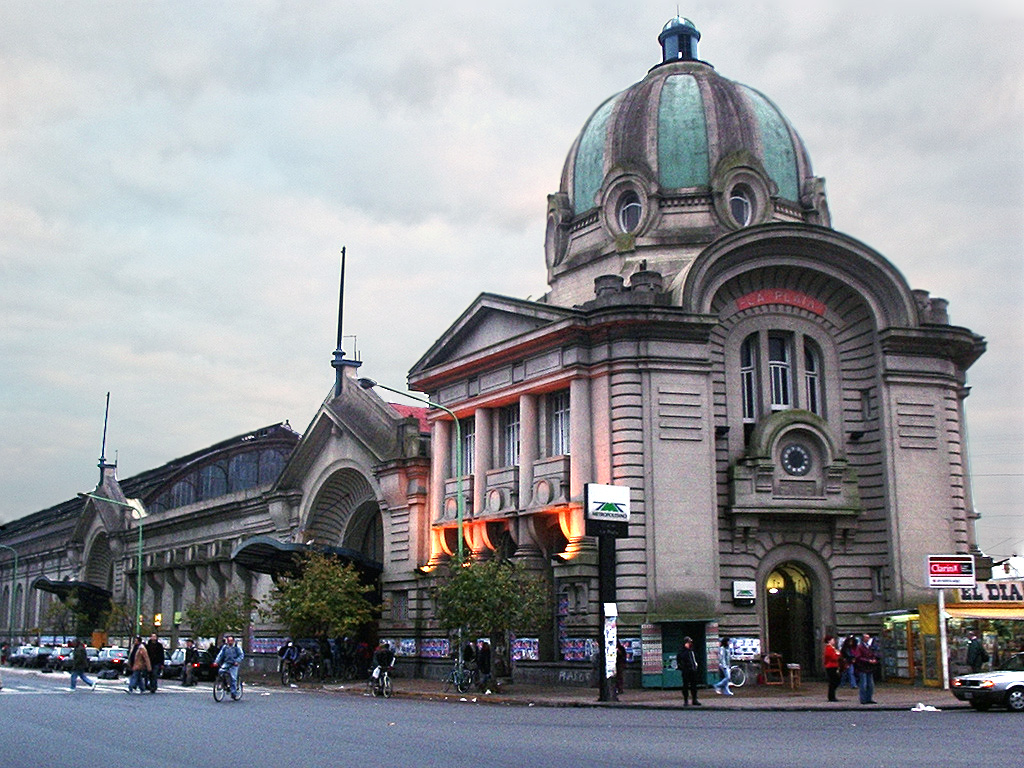
Estación La Plata.